# Rhona Martin
Pour les articles homonymes, voir Martin.
Rhona Martin (née le 12 octobre 1966 à Irvine, en Écosse) est une curleuse britannique.

## Palmarès

### Jeux olympiques
| Édition    | Salt Lake City 2002 | Turin 2006 |
| Classement | Or                  | 5e         |

### Championnats du monde
| Édition    | Glasgow 2000 |
| Classement | 4e           |